# Герб Серед
Герб Серед — офіційний символ села Середи Ємільчинського району Житомирської області, затверджений 22 жовтня 2013 р. рішенням XXVII сесії Сергіївської сільської ради VI скликання.

## Опис
На зеленому полі у верхній частині три золоті яблука, що звисають з гілки, по центру золотий бик, у базі — три срібні нитяні укорочені балки, охоплені срібною аркоподібною півшестернею. Щит обрамований золотим декоративним картушем і увінчаний золотою сільською короною.

## Значення символів
Зелений колір символізує Поліський край. Три золоті яблука символізують три села, що входять до складу територіальної громади: Середи, Садки, Покощеве. Золотий бик символізує силу, працьовитість. Три срібні балки — це три місцеві річки: Бересток, Буда та Неуш, а срібна півшестерня вказує на механізацію сільськогосподарського виробництва.
Автор — Ірина Володимирівна Серпутько (Палюх).